# Stephen Blaire
Stephen Edward Blaire (Los Ángeles, California, 22 de diciembre de 1941-Modesto, California, 18 de junio de 2019) fue un sacerdote católico estadounidense, fue el quinto obispo de Stockton desde el 16 de marzo de 1999 hasta el 23 de enero de 2018.
Stephen Blaire nació en Los Ángeles, California como el duodécimo de catorce hijos. Asistió a escuelas católicas locales en el Valle de San Fernando y se graduó del Seminario de Nuestra Señora Reina de Ángeles (escuela secundaria) en 1959. Blaire ingresó al Colegio de Seminarios St. John's en Camarillo. Fue ordenado al sacerdocio por James Cardinal McIntyre el 29 de abril de 1967 y luego se desempeñó como pastor asociado de la iglesia de San Lucas en Temple City hasta 1972.
De 1972 a 1986, Blaire trabajó en la educación secundaria católica, inicialmente como maestra y administradora en la escuela secundaria Bishop Alemany en Mission Hills y luego como subdirectora en la escuela secundaria Bishop Amat en La Puente. Fue director en Bishop Alemany desde 1977 hasta 1986. Luego se convirtió en moderador y canciller de la arquidiócesis de Los Ángeles.
El 17 de febrero de 1990, Blaire fue nombrado obispo auxiliar de Los Ángeles y obispo titular de Lamzella por el papa Juan Pablo II. Recibió su consagración episcopal el 31 de mayo siguiente del arzobispo Roger Mahony, con los obispos John Ward y George Ziemanncomo coconsagradores. Blaire fue nombrado vicario general de Los Ángeles en 1990 y asignado a la región pastoral de Nuestra Señora de los Ángeles en 1995.
Fue nombrado quinto obispo de Stockton el 18 de enero de 1999 y fue instalado el 16 de marzo en la Catedral de la Anunciación.
Dentro de la Conferencia de Obispos Católicos de los Estados Unidos, Blaire fue presidente de la Comisión de Justicia Doméstica y Desarrollo Humano, anteriormente presidió el Comité de Prácticas Pastorales y fue miembro de la Comisión de Asuntos Ecuménicos e Interreligiosos. Dentro de la Conferencia Católica de California, fue presidente del Comité de Legislación y Políticas Públicas, así como un miembro del Comité de Libertad Religiosa. También era miembro del Comité Ad Hoc de Asuntos Ecuménicos.
Blaire fue un defensor de los asuntos de la vida y la justicia debido a los trabajadores. Las cartas recientes elogiaron el fin de la pena de muerte en Maryland apoyaron la legislación de sentido común para frenar la violencia con armas de fuego y recordaron a los legisladores la necesidad de abordar las decisiones presupuestarias basadas en tres criterios:
▪Si protege o amenaza a los seres humanos Vida y dignidad.
▪Cómo afecta a "lo menos importante" (Mateo 25): Las necesidades de quienes tienen hambre y están sin hogar, sin trabajo o en la pobreza deben ser lo primero. La responsabilidad compartida entre el Gobierno y otras instituciones para promover el bien común de todos, especialmente los trabajadores ordinarios y las familias que luchan por vivir con dignidad en tiempos económicos difíciles.
En junio de 2012, el obispo Blaire, como presidente de la Comisión de Justicia Doméstica y Desarrollo Humano, anunció la propuesta de esa organización de redactar un mensaje titulado Reflexiones católicas sobre el trabajo, la pobreza y una economía rota.
En 2001, Blaire se enteró de las denuncias de que Óscar Peláez, sacerdote de la diócesis de Stockton, había molestado a un niño de 14 años en la iglesia del Sagrado Corazón en Turlock en 1997. Blaire inmediatamente suspendió a Peláez y lo envió a un centro médico en la Costa Este. No denunció el incidente a las autoridades civiles. Blaire indicó que, debido a que la persona que alegaba el abuso era un adulto y se negó a denunciarlo, la responsabilidad de denunciarlo no correspondía a la diócesis. Blaire dijo que sus críticos "hicieron un problema por no informar. No tenemos obligación legal de informar".
En noviembre de 2007 Blaire fue derrotado en su intento de ganar la presidencia del Comité de Obispos para la Protección de Niños y Jóvenes de los Estados Unidos porque se había opuesto a la justicia para las víctimas de abuso sexual infantil y no informó de un incidente de abuso sexual por parte de un sacerdote bajo su autoridad a la policía.
En mayo de 2013, la Universidad de San Francisco le otorgó a Blaire un título honorífico y fue el orador de graduación en la ceremonia de graduación de los estudiantes graduados en la Facultad de Artes y Ciencias.